# Wei Man
| Chinesische Bezeichnung   | Chinesische Bezeichnung |
| ------------------------- | ----------------------- |
| Traditionell:             | 衛滿                    |
| Vereinfacht:              | 卫满                    |
| Pinyin:                   | Wèimǎn                  |
| Wade-Giles:               | Wei-man                 |
| Koreanische Bezeichnung   |                         |
| koreanisches Alphabet:    | 위만                    |
| chinesische Zeichen:      | 衛滿                    |
| Revidierte Romanisierung: | Wiman                   |
| McCune-Reischauer:        | Wiman                   |

Wei Man, koreanisch auch Wiman, war im 2. Jahrhundert v. Chr. Herrscher von Go-Joseon. Zeitgenössische chinesische Quellen nennen ihn nur Man, der Name Wei wurde später hinzugefügt.

## Geschichte
Der Yan-Staat wurde zu der Zeit vom Prinzen Lu Wan (盧綰) regiert, der jedoch 195 v. Chr. flüchten musste, da ihn der Han-Kaiser Gao der Rebellion bezichtigte. Wei Man als ehemaliger General des Staates überquerte daraufhin zusammen mit 1.000 Anhängern den Fluss Pae (浿水) nach Go-Joseon.
Es gelang ihm, seine Gefolgschaft um chinesische Flüchtlinge aus Yan (燕) und Qi (齊) sowie Einheimische aus Jinbeon und Joseon (朝鮮) zu vergrößern, mit denen er schließlich den einheimischen König Jun vom Thron stürzte. Er verlegte die Hauptstadt nach Wanggeomseong (in der Nähe des heutigen Pjöngjang gelegen). 108 v. Chr. wurde Go-Joseon unter der Regentschaft seines Enkels Ugeo von Kaiser Wu besiegt. Der Zeitraum zwischen 194 und 108 v. Chr. wird in der koreanischen Geschichtsschreibung auch Wiman Joseon genannt.